# Çeleken
Çeleken (Czeleken; turk.: Çeleken; ros.: Челекен, Czelekien) – półwysep we wschodniej części Morza Kaspijskiego należący do Turkmenistanu.
Do lat 30. XX wieku była to wyspa. Powstał w wyniku obniżenia poziomu wód morza. Ma około 500 km². Krajobraz równinny, najwyższy punkt leży na wysokości około 100 m n.p.m. Dominują gleby piaszczyste i sołonczaki. Występują złoża ropy naftowej i ozokerytu. Na półwyspie znajdują się niewysokie, ale czynne wulkany błotne z kraterami o średnicy do około dwóch metrów. Są one napełniane ropą naftową, przez którą następuje intensywne wydzielanie się gazów.
Na półwyspie znajduje się jezioro Porsou-Gel, które jest dawnym kraterem wulkanu błotnego. Wypełnia je słona woda i nadal wydzielają się tu ropa naftowa i gazy.